# Vorderland (huyện)
Vorderland (tiếng Pháp: District du Vorderland, tiếng Đức: Bezirk Vorderland) là một huyện hành chính cũ của Thụy Sĩ. Huyện này thuộc bang Appenzell Ausserrhoden, tồn tại từ năm 1858 đến năm 1995. Huyện có diện tích 46 km², với thủ phủ đóng ở Heiden. Mã bưu chính của huyện là 1503.
Mặc dù không còn tồn tại với tư cách đơn vị hành chính, nhưng phương diện văn hóa và địa bàn thống kê vẫn được sử dụng. Dân số theo thống kê của cục thống kê Thụy Sĩ năm 1999 là 13.527 người.
Các đô thị trước đây gồm Heiden (thủ phủ), Grub, Lutzenberg, Rehetobel, Reute, Wald, Walzenhausen, Wolfhalden.